# Football en Bosnie-Herzégovine
Le football en Bosnie-Herzégovine est le sport le plus populaire du pays. Il est géré par la fédération de Bosnie-Herzégovine de football basée à Sarajevo.
Le football en Bosnie-Herzégovine  est l’héritier de celui de Yougoslavie. Même pendant les années de guerre, le football ne s’arrêta pas. À la fin des hostilités, il connait un fort regain d’intérêt  alors même que son organisation se fait sur une base de séparation ethnique avec d’un côté la mise en place d’une fédération nationale dans le cadre de la fédération de Bosnie-et-Herzégovine et de l’autre une autre fédération dans le cadre de la république serbe de Bosnie. En 2002 les deux entités décident de se regrouper pour organiser un championnat de Bosnie-Herzégovine de football. 

## L’équipe nationale
L’équipe de Bosnie-Herzégovine de football s’affirme de jour en jour pour devenir une équipe importante en Europe. Lors des éliminatoires de la coupe du monde de football 2010 : Zone Europe, elle ne s’est inclinée que lors des barrages contre le Portugal. L’équipe de Bosnie-Herzégovine de football se qualifie enfin pour une compétition internationale majeure en 2014 en finissant première de son groupe de qualifications devant la Grèce en vue de la Coupe du monde de 2014.

## Le championnat
Le championnat de Bosnie-Herzégovine comprend au niveau national deux divisions.
Le championnat de Bosnie-Herzégovine de football ( Premijer liga BiH ) a été créé en 1992 mais n’est joué dans tout le pays qu'à partir de 2002-2003. Entre 1997 et 2002, trois championnats étaient disputés : un pour les Serbes, un pour les Croates et un autre pour les Bosniaques. Cette rivalité se retrouve dans les blasons des équipes avec l'utilisation du damier rouge et blanc pour les Croates, de la fleur de lys pour les Bosniaques et de l'alphabet cyrillique pour les Serbes.
La deuxième division comprend deux groupes séparés. Ces groupes reflètent la division du pays entre fédération de Bosnie-et-Herzégovine et république serbe de Bosnie. Il y a donc d’une part la première Ligue de Bosnie-Herzégovine et de l’autre la première Ligue de République serbe. Le champion de ces deux ligues est promu en première division de Bosnie-Herzégovine. Chacune de ces divisions regroupe 16 équipes.